# Rye Brook
 Rye Brook es una villa ubicada en el condado de Westchester en el estado estadounidense de Nueva York. En el año 2000 tenía una población de 8,602 habitantes y una densidad poblacional de 957.1 personas por km².

## Geografía
Rye Brook se encuentra ubicado en las coordenadas 41°1′11″N 73°41′0″O / 41.01972, -73.68333. Según la Oficina del Censo, la ciudad tiene un área total de 9 km² (3,5 mi²), de la cual 9 km² (3,5 mi²) es tierra y 0 km² (0 mi²) (0%) es agua.

## Demografía
Según la Oficina del Censo en 2000 los ingresos medios por hogar en la localidad eran de $98,864, y los ingresos medios por familia eran $111,287. Los hombres tenían unos ingresos medios de $75,712 frente a los $45,698 para las mujeres. La renta per cápita para la localidad era de $48,617. Alrededor del 2.9% de la población estaban por debajo del umbral de pobreza.

## Educación
El Distrito Escolar de Blind Brook (EN) sirve 70% del área de Rye Brook. El Distrito Escolar de Port Chester sirve 30% del área de Rye Brook.